# 鳩之沢温泉
鳩之沢温泉（はとのざわおんせん）は台湾宜蘭県大同郷大平村にある温泉。太平山国家森林遊楽区内にある。

## 歴史
古くから温泉の湧くことで知られ、当初は焼水という地名で呼ばれた。
日本統治時代になると日本人によって温泉が開かれ、鳩澤温泉もしくは旭澤温泉と呼ばれた。
1960年に仁澤温泉に改名されるも2006年に鳩之澤温泉に再度改名された。

## 泉質
アルカリ性炭酸泉で、泉温は65度、pH8.1。

## 概要
太平山森林鉄路の終点太平山檜林の搬出場で多望渓に臨む。昔は鳩が多く生息していたようで鳩の沢と呼ばれるようになった。